# Graham Webb
Graham Webb (Birmingham, 1944. január 13. – 2017. május 28.) világbajnok angol kerékpárversenyző.

## Pályafutása
1966-ban brit bajnok volt üldözőversenyben egyéniben és csapatban is. 1967-ben egyéni országúti versenyben világbajnok lett a hollandiai Herleenben.

## Sikerei, díjai
- Világbajnokság - országúti
  - aranyérmes: 1967
- Brit bajnokság - üldözőverseny
  - bajnok (2): 1966 (egyéni és csapat)